# Хабалькінто
Хабалькінто (ісп. Jabalquinto) — муніципалітет в Іспанії, у складі автономної спільноти Андалусія, у провінції Хаен. Населення — 2337 осіб (2010).
Муніципалітет розташований на відстані близько 270 км на південь від Мадрида, 28 км на північ від Хаена.

## Демографія
Динаміка населення (INE ):